# 마사키 고
마사키 고(일본어: 真崎航, 1983년 7월 20일 ~ 2013년 5월 18일)는 일본의 게이 비디오 배우이다. 한국에서는 '와타루'라고 불리기도 한다.

## 같이 보기
- 일본의 포르노그래피